# Barnet Copthall

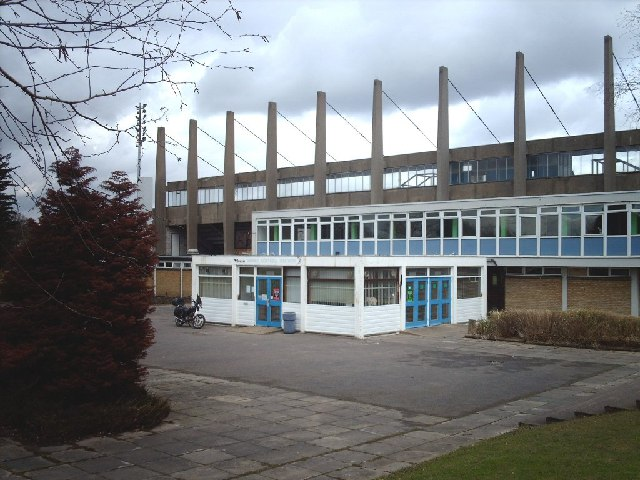
Barnet Copthall Stadium, em 2006, antes da reforma

Barnet Copthall é um complexo de lazer em Hendon, subúrbio de Londres, perto do limite com Mill Hill. No seu centro, é um estádio que foi conhecido por motivos de patrocínio como Allianz Park, entre os anos 2012 e 2020, a casa do rúgbi da Rugby Premiership ao lado do Saracens desde fevereiro de 2013.
Hoje, o complexo abriga uma piscina de propriedade da autoridade local e instalações do ginásio próximas do novo Allianz Stadium, que é usado principalmente para o rúgbi e o atletismo. Ele também é utilizado por algumas escolas locais para sessões de treinamento de esportes. Há também um campo de golfe privado para driving range no local.
Para chegar de transporte público ao Barnet Copthall (Allianz Park) a estação de metrô mais próxima é a Mill Hill East, que está na Northern Line. Em dias de jogo, um ônibus do Saracens parte das estações Edgware, Mill Hill East e Mill Hill Broadway, a uma curta distância a pé do estádio. Um serviço regular de ônibus, a 221, para no mesmo ponto de ônibus perto do estádio (Pursley Road).

## História
Antes do envolvimento do Saracens, o complexo talvez alcançou sua maior fama quando o London Crusaders (agora London Broncos) fez do estádio de atletismo sua casa por duas temporadas da segunda divisão de profissionais de rúgbi de 13, entre 1993 e 1994. 
O estádio é hoje a casa dos dois clubes de atletismo, Barnet & District AC e Shaftesbury Barnet Harriers. Antes de o Saracens assumir o estádio, foi também a casa do clube de futebol extra-liga Kentish Town.
Em novembro de 2010, o Saracens, em busca de uma nova casa depois que seu arrendador Watford F. C. ativou uma quebra de cláusula em seu acordo de compartilhamento do terreno, revelou que estavam em discussões com Barnet Borough Council sobre a mudança para o estádio. De acordo com o plano, o Saracens iria reconstruir o estádio em uma instalação moderna, com mais de 3.000 assentos permanentes. Arquibancadas desmontáveis permitiriam uma capacidade de 10.000 pessoas para jogos de rúgbi mantendo o estádio com capacidade para sediar eventos de atletismo. Finalmente, os planos consideraram para o uso de uma grama sintética, a primeira no rúgbi inglês.
Desde a aprovação final do Conselho de Barnet, foi ainda necessário, em maio de 2011, Saracens e Watford concordaram com uma extensão de uma temporada acordo de compartilhamento do terreno. O projeto foi aprovado em fevereiro de 2012. O estádio, inaugurado em janeiro de 2013, depois que o Saracens começou a temporada 2012-13 como um clube nômade, usando seis locais diferentes para jogos em casa em todas as competições (Twickenham, Wembley, Vicarage Road, Stadium MK, Goldington Road e Estádio Rei Balduíno). Um acordo de patrocínio com a empresa alemã de serviços financeiros, Allianz, que incluiu os direitos de nomeação do estádio, no valor de £8 milhões ao longo de seis anos, foi anunciado em 24 de julho de 2012.
Em 25 de janeiro de 2013, o terreno recém-reformado tinha sua "inauguração suave", hospedando sua primeira partida do Saracens contra o Cardiff Blues com a vitória do Saracens por 19 a 11 na LV=Cup diante de um público limitado para 3.500. O novo gramado foi relatado para ser muito bom, depois do jogo. A inauguração total veio no dia 16 de fevereiro, com o Saracens derrotando o Exeter Chiefs por 31 a 11 em um jogo da Premiership antes da capacidade do público de 10.000.
Em 15 de março de 2015, foi palco do início e término da primeira edição da Meia Maratona de Londres, que correu para o Estádio de Wembley e voltou. 